# Sennyey Pál
Kissennyei báró Sennyey Pál (Buda, 1822. április 24. – Battyán, 1888. január 3.) valóságos belső titkos tanácsos, Magyarország országbírája, a Magyar országgyűlés főrendiház elnöke, az MTA igazgató tagja, Aranygyapjas rend lovagja.

## Élete
A kissennyei Sennyey család sarja. Apja kissennyei báró Sennyey Károly (1787–1841) császári és királyi kamarás, anyja nádasdi és fogarasföldi Nádasdy Erzsébet (1795-1878) grófnő volt. Apai nagyszülei báró Sennyey Antal (1754–1822), és báró kéthelyi Hunyady Erzsébet (1759–1799) voltak. Anyai nagyszülei nádasdi és fogarasföldi Nádasdy Mihály (1746–1796), és  Maria Terézia von Colloredo-Waldsee (1751–1831) voltak.
A jogi tanulmányokat Kassán végezte, ezután 1841-ben Zemplén vármegye tiszteletbeli aljegyzője lett, egy év múlva vármegyei tiszteletbeli főjegyző, majd a Magyar Királyi Helytartótanács titkára lett. 1846-ban a Magyar Királyi Udvari Kancellária tiszteletbeli elnöki titkára, közben elnyerte a királyi kamarási méltóságot is. 1847-48-as országgyűlésen mint Zemplén vármegye első követe konzervatív programmal vett részt. 1848 októberében lemondott, a szabadságharc ideje alatt visszavonultan élt. 1853. március 16-án a Magyar Tudományos Akadémia igazgatótanácsának tagjává választották. 1860-ban az októberi diploma kibocsátása után a Magyar Királyi Helytartótanács alelnöke volt. A provizórium alatt ismét visszavonulva élt 1865 júliusáig, amikor magyar királyi főtárnokmesterré neveztetett ki, és a nádori szék üresedése következtében a Magyar Királyi Helytartótanács elnöki tisztét is viselte. 1867. február 17-én lemondott a tárnokmesteri címről, ekkor a Lipót-rend nagykeresztjével tüntették ki. Ezután is tevékenyen részt vett az országgyűlés munkájában és 1877 februárjában, Tisza Kálmán lemondása után kormányalakításra is felkérték, de sikertelenül. 1885-ben a főrendiház elnökévé és országbíróvá nevezték ki.

## Házassága és leszármazottjai
Sennyey Pál feleségül vette eörményesi és karánsebesi Fiáth Mária (*Pest, 1846. december 12.–†Bély, 1940. március 14.) bárónőt, Fiáth Ferenc (1815–1885) báró és kapivári Kapy Ágnes (1819–1906) lányát. A házasságukból született:
- kissenyei gróf Sennyey Géza (1870–1934), akinek a felesége kissennyei báró Sennyey Melánia (1872–1957).
- kissenyei gróf Sennyey Mária (1867–1945), gróf Széchényi-Wolkenstein Ernő (1864–1935) felesége.
- kissenyei gróf Sennyey Béla (1865–1939), akinek a neje gróf fogarasföldi Nádasdy Júlia (1869–1939)